# Тараканов, Константин Васильевич
Константи́н Васи́льевич Тарака́нов (1919—2021) — советский и российский учёный в области кибернетики, информационных систем и процессов, организатор науки, доктор технических наук (1966), профессор (1968), генерал-майор инженерно-технической службы (1970). Начальник ЦНИИ-27 (1968—1974). Заслуженный деятель науки Российской Федерации (1992).

## Биография
Родился 25 декабря 1919 года в селе Усовка Саратовской области, в семье крестьян.
С 1938 по 1941 год обучался в Саратовском плановом институте. С 1941 года в период начала Великой Отечественной войны был направлен в ряды РККА с направлением в Пензенское артиллерийское училище, по окончании офицерских курсов в том же году направлен в действующую армию на Западный фронт. С 1942 года в должности командира батареи противотанковых пушек за прорыв обороны под Сухиничами был удостоен ордена Красного Знамени, получив тяжёлое ранение. С 1942 по 1945 год воевал в должностях командира дивизиона, заместителя командира артиллерийского полка и начальника штаба дивизии. Был участником освобождения Польши (Висло-Одерская операция) и Восточной Пруссии (Восточно-Прусская операция), участник взятия Берлина.
С 1946 по 1953 год обучался на баллистическом факультете Военной артиллерийской инженерной академии имени Ф. Э. Дзержинского. С 1953 по 1960 год на службе в Управлении командующего артиллерией Вооружённых сил СССР в должности референта маршала артиллерии М. И. Неделина, а так был на научно-педагогической работе в ряде НИИ МО СССР и высших военных учебных заведениях в качестве научного сотрудника и преподавателя. С 1960 года на научно-исследовательской работе в ЦНИИ-27 в должностях: начальник управления и заместитель начальника этого института, с 1968 по 1974 год — руководитель этого института. 29 апреля 1970 года Постановлением СМ СССР ему было присвоено воинское звание генерал-майор инженерно-технической службы.
С 1975 по 1977 год — директор Государственной публичной научно-технической библиотеки СССР. Одновременно с 1976 года на научно-педагогической работе в Московском государственном институте культуры в качестве профессора, с 1978 года — заведующий кафедрой информатики и технических средств библиотечной работы и одновременно с 1992 года — декан факультета информатики и коммуникаций (с 1999 года — факультет менеджмента и социально-информационных технологий).

### Научно-педагогическая деятельность
Основная научно-педагогическая деятельность К. В. Тараканова была связана с вопросами в области кибернетики, информационных систем и процессов, занимался исследованиями и руководством работ в области разработки методов решения информационно-расчетных задач с использованием ЭВМ и основ автоматизации процессов управления в Вооружённых Силах СССР, а так же методов математического описания динамических процессов функционирования систем. К. В. Тараканов являлся членом учёного и диссертационного советов МГИК, действительным членом Международной академии информатизации, а так же президентом и действительным членом Международной академии предпринимательства.
В 1960 году К. В. Тараканов защитил кандидатскую диссертацию, в 1966 году ему была присвоена учёная степень доктор технических наук. В 1968 году ему было присвоено учёное звание профессор в области кибернетики. К. В. Тараканов являлся автором более ста двадцати научных работ (в том числе около ста закрытых научных трудов) и пяти монографий, в том числе: «Математика и вооруженная борьба» и «Аналитические методы исследования систем» (1974), «Автоматизация управления научно-исследовательским учреждением» (1975), а так же учебников для высших учебных заведений, в том числе «Информатика» (1986). Под его руководством было подготовлено две докторские и двадцать кандидатских диссертаций. В 1992 году за заслуги в научно-педагогической деятельности был удостоен почётного звания Заслуженный деятель науки РСФСР.
Скончался 18 июля 2021 года в Москве.

## Труды
- Математика и вооруженная борьба. — Москва : Воениздат, 1974. — 240 с.
- Аналитические методы исследования систем / К. В. Тараканов, Л. А. Овчаров, А. Н. Тырышкин. — Москва : Сов. радио, 1974. — 238 с.
- Автоматизация управления научно-исследовательским учреждением / К. В. Тараканов, А. А. Крылов, Л. А. Соколов. — Москва : Статистика, 1975. — 151 с.
- Пути совершенствования научной и научно-методической деятельности научных, технических и специальных библиотек / К. В. Тараканов ; Гос. Публ. науч.-техн. б-ка СССР. — Москва : [б. и.], 1975. — 18 с.
- Системный анализ библиотечных процессов : Учеб. пособие / К. В. Тараканов. — М. : МГИК, 1982. — 79 с.
- Автоматизация и механизация библиотечных процессов : Межвуз. сб. науч. тр. / Моск. гос. ин-т культуры; Науч. ред. К. В. Тараканов. — М. : МГИК, 1982. — 137 с.
- Эффективность научно-информационной деятельности : Учеб. пособие / К. В. Тараканов, И. Д. Коровякова. — М. : МГИК, 1985. — 65 с.
- Информатика : [Учеб. пособие для ин-тов культуры, пед. вузов и ун-тов / К. В. Тараканов и др.; Под ред. К. В. Тараканова. — М. : Книга, 1986. — 303 с.
- Персональные ЭВМ / Под общ. ред. К. В. Тараканова. — М. : Кн. палата, 1988. — 108 с. ISBN 5-7000-0051-2
- Проблемы подготовки специалистов в области автоматизации и механизации библиотечных процессов : Межвуз. сб. науч. тр. / Моск. гос. ин-т культуры; [Отв. ред. К. В. Тараканов]. — М. : МГИК, 1990. — 139 с. ISBN 5-7196-0601-7
- Системный анализ библиотечных процессов : Учеб. пособие / К. В. Тараканов; [Моск. гос. ин-т культуры]. — М. : Изд-во МГИК, 1991. — 92 с[4]

## Награды и звания
- Орден Красного Знамени[5]
- Орден Отечественной войны I и II степени[5]
- два ордена Красной Звезды[5]
- Медаль «За боевые заслуги»[5]
- Медаль «За оборону Москвы» (5 декабря 1944 года)[5]
- Медаль «За победу над Германией в Великой Отечественной войне 1941—1945 гг.»[6][7] (28 февраля 1947 года)[5]
- Медаль «За взятие Кёнигсберга» (28 февраля 1947 года)[5]
- Медаль «30 лет Советской Армии и Флота» (09 июля 1948 года)[5]
- Медаль «За безупречную службу» (10 января 1961 года)[5]
- Юбилейная медаль «Двадцать лет Победы в Великой Отечественной войне 1941—1945 гг.» (23 февраля 1966 года)[5]
- Юбилейная медаль «50 лет Вооружённых Сил СССР» (21 февраля 1968 года)[5]
- Медаль «Ветеран труда» (28 апреля 1984 года)[5]
- Юбилейная медаль «Сорок лет Победы в Великой Отечественной войне 1941—1945 гг.» (9 мая 1985 года)[5]
- Юбилейная медаль «70 лет Вооружённых Сил СССР» (16 февраля 1988 года)[5]
- Заслуженный деятель науки РСФСР (1992 — «За заслуги в научно-педагогической деятельности»)[8]
- Юбилейная медаль «50 лет Победы в Великой Отечественной войне 1941—1945 гг.» (22 марта 1995 года)[5]
- Юбилейная медаль «60 лет Победы в Великой Отечественной войне 1941—1945 гг.» (22 февраля 2005 года)[5]
- Юбилейная медаль «65 лет Победы в Великой Отечественной войне 1941—1945 гг.» (2 февраля 2010 года)[5]
- Юбилейная медаль «75 лет Победы в Великой Отечественной войне 1941—1945 гг.» (8 мая 2020 года)[5]